# Nazionalismo queer
Il nazionalismo queer (detto anche nazionalismo gay) è un fenomeno inerente sia al nazionalismo, sia al movimento di liberazione omosessuale. Questa forma di movimento di emancipazione gay - lesbo è basata sull'idea che gli omosessuali siano una "nazione" con cultura specifica, le proprie norme e tradizioni.

## Nazione Queer
Il primo passo verso la creazione di una identità gay fu fatto dall'avvocato tedesco Karl Heinrich Ulrichs, che propose di legiferare sui "matrimoni uraniani" e sulle associazioni uraniane, nel 1867.
Il concetto di diversità è stato dato per scontato da molti gay e lesbiche, e ciò è dovuto alle loro esperienze di segregazione sociale e alla naturale tendenza delle minoranze a cercare supporto e protezione all'interno del proprio stesso gruppo.
Dopo la decriminalizzazione dell'omosessualità, crebbe in molti paesi una vivida cultura LGBT e tuttora la vera eguaglianza sociale e legale con gli eterosessuali non può essere portata a termine con la stessa estensione. Questa situazione ha portato una crescita della frustrazione e del desiderio di separazione dalla maggioranza più ostile degli eterosessuali.
Questo sentimento trovò espressione nel 1990, con la creazione della "Queer Nation", un'organizzazione a carattere radicale con slogan come "I hate straights" (odio gli etero), ma meglio conosciuta per "We're here. We're queer. Get used to it."
Uno stato-nazione per gli omosessuali fu proposto da William S. Burroughs. Successivamente cambiò opinione e si indirizzò verso un'organizzazione strutturata come la comunità cinese Tong.
Il primo tentativo di rivendicare un territorio fu fatto nel 2004 da un gruppo di attivisti gay australiani che rivendicarono la piccola isola di Cato, creando il Regno Gay e Lesbo delle Isole del Mar dei Coralli, il cui Imperatore è Dale Parker Anderson. A seguito di alcuni disaccordi all'interno del gruppo, il Gay and Lesbian Commonwealth Kingdom, capitanato da Jaix Broox, la Unified Gay Tribe, guidata da Bill Freeman ed Enrique Pérez e il gruppo tedesco Gay Homeland Foundation capitanato da Viktor Zimmermann cancellarono la loro appartenenza alla micronazione.
Oltre a questo tentativo, che rimane il più famoso e il più rappresentativo, esistono anche altri gruppi con obiettivi simili, come il Gay Homeland Foundation e una micronazione chiamata Gay Parallel Republic.
Le motivazioni di fondo dei nazionalisti LGBT si rifanno alla Dichiarazione universale dei diritti dell'uomo, la quale garantisce:
- all'articolo 15:

1. Ogni individuo ha diritto ad una cittadinanza.
2. Nessun individuo potrà essere arbitrariamente privato della sua cittadinanza, né del diritto di mutare cittadinanza.
- all'articolo 16:

1. Uomini e donne in età adatta hanno il diritto di sposarsi e di fondare una famiglia, senza alcuna limitazione di razza, cittadinanza o religione. Essi hanno eguali diritti riguardo al matrimonio, durante il matrimonio e all'atto del suo scioglimento.
2. Il matrimonio potrà essere concluso soltanto con il libero e pieno consenso dei futuri coniugi.
3. La famiglia è il nucleo naturale e fondamentale della società e ha diritto ad essere protetta dalla società e dallo Stato.
Un riconoscimento formale della nazione dalle Nazioni Unite potrebbe condurre al riconoscimento dei matrimoni omosessuali e l'annullamento delle discriminazioni omofobiche negli stati firmatari.
I movimenti nazionalisti LGBT somigliano al Sionismo e si orientano alle idee di Theodor Herzl. L'emancipazione verso una formazione di un'identità nazionale, come suggeriscono i gruppi "separatisti", trova una piccola risposta all'interno dell'ufficiale Teoria queer. Questo movimento si è sempre più interessato alla questione della documentazione sul nazionalismo.

## Documentazioni sul Nazionalismo
I primi a riconoscere la "Queer Nation" come una nuova forma di nazionalismo furono Berubé e Chee (1991).
Un'analisi più approfondita fu pubblicata nel 1996 da Brian Walker. Nell'articolo "Social Movements as Nationalisms, or, On the Very Idea of a Queer Nation" (Nazionalismo come movimento sociale, o, Sull'idea autentica di Nazione Queer), Walker fece presente che molte peculiarità della creazione nazionalistica di un'identità culturale devono passare soprattutto dai movimenti LGBT. Walker classifica un Nazionalismo Queer come una cosa "nuova", i nazionalismi culturali che sono differenti dai "vecchi" nazionalismi etnici e religiosi, così come sono stati definiti da Kymlicka, Margalit e Raz. Le conclusioni di Walker è che la comunità gay soddisfa appieno molti criteri necessari per essere considerata un popolo poiché:
- Tutti i nazionalismi iniziano come movimenti sociali, che sono una parte di popolazione divisa dalle altre persone tramite "attitudine di aggregazione discriminazione da parte della maggioranza".
- La comunità omosessuale ha una cultura, con gruppi di discussione, circoli culturali, librerie, quotidiani, riviste, bar, cabaret, discoteche, luoghi di incontro ecc...
- Ha una propria storia (rintracciabile almeno fin dalla Grecia antica).
- Ha una propria letteratura.
- Cerca alcuni appoggi nell'organizzazione politica dello stato ("seeks access to certain key levers of the state"), per assicurarsi la sopravvivenza (in particolar modi dai gruppi religiosi)
- È organizzata di modo complesso ed efficiente, in modo da creare un'identità nazionale.

Walker ritiene che le moderne tecnologie di comunicazione come internet offrano un chance importante per la comunità LGBT di creare una cultura globale come una nazione non-territoriale.
Questa tesi è supportata da Paul Treanor che considera possibile un mondo (non-nazionalista) alternativo. In questo contesto Treanor cita la comunità LGBT come un "movimento nazionalista non-territoriale".